# Zygmut Jodłowski
Zygmunt Jodłowski - ekonomista, działacz społeczny (ur. 2 kwietnia 1921 r. w Będzinie, zm. 10 maja 1989 r. w Szczawnie-Zdroju). 
Zamieszkały po wojnie w Szczawnie-Zdroju. 
Członek Polskiego Towarzystwa Tatrzańskiego od 1946 r. W PTTK od 1950 r. 
Współzałożyciel Oddziału PTTK w Wałbrzychu (w 1951 r.). Członek Honorowy PTTK od 26 października 1989 r. 